# Sisyrnodytes apicalis
Sisyrnodytes apicalis là một loài ruồi trong họ Asilidae. Sisyrnodytes apicalis được Oldroyd miêu tả năm 1957. Loài này phân bố ở vùng nhiệt đới châu Phi.